# Chimarrogale
Chimarrogale (Anderson, 1877) è un genere di toporagni della famiglia dei Soricidi.

## Descrizione

### Dimensioni
Al genere Chimarrogale appartengono toporagni di piccole dimensioni, con lunghezza della testa e del corpo tra 80 e 135 mm, la lunghezza della coda tra 60 e 126 mm e un peso fino a 43 g.

### Caratteristiche craniche e dentarie
Il cranio presenta una scatola cranica larga ed appiattita. Il terzo molare superiore è notevolmente ridotto. Sono presenti tre denti superiori unicuspidati.
Sono caratterizzati dalla seguente formula dentaria:

### Aspetto
La pelliccia è fine, densa e soffice, resistente all'acqua. Le parti dorsali variano dal grigio ardesia al nerastro cosparse particolarmente sulla groppa di peli più lunghi argentati, mentre le parti ventrali sono bianche o grigio chiare. Il muso è lungo, appuntito e con delle zone rigonfie sui lati dove sorgono le vibrisse, gli occhi sono piccoli. Le orecchie sono ridotte, nascoste nella pelliccia e con una valvola antitragale che chiude il meato uditivo durante le immersioni. La coda è lunga circa quanto la testa ed il corpo, è scura sopra e più chiara sotto ed è densamente ricoperta di peli. I piedi sono ben sviluppati, una frangia di setole appiattite si estende su ogni lato delle zampe fino alle dita. Le femmine hanno tre paia di mammelle inguinali.

## Distribuzione
Il genere è diffuso dall'India settentrionale fino alla Cina centrale e meridionale, Taiwan, Giappone e Indocina.

## Tassonomia
Il genere comprende 5 specie.
- Chimarrogale himalayica
- Chimarrogale leander
- Chimarrogale platycephalus
- Chimarrogale styani
- Chimarrogale varennei

Recenti studi filogenetici hanno ripristinato il genere Crossogale per tre forme che erano state precedentemente assegnate a questo genere